# 尊室善
尊室善（1924年9月22日—2014年10月3日），越南共和國政治人物、記者和歷史學家。

## 生平
2014年10月3日，尊室善在加拿大渥太華逝世，享壽90歲。

## 作品

### 圖書
- 《印度和東南亞1947－1960：1947年至1960年間印度的東南亞國家政策研究》（India and South East Asia 1947–1960: A Study of India's Policy towards the South-East Asian Countries in the period 1947–1960）[2]

## 外部鏈接
- Biographical information on Ton That Thien, undated （页面存档备份，存于）
- CV of Ton That Thien, undated